# 名幸一明
名幸 一明（なこう かずあき、1968年10月19日 - ）は、沖縄県那覇市出身の元プロ野球選手（捕手）、プロ野球審判員。審判員袖番号は10。

## 来歴・人物
興南高では1年秋に正捕手として県大会3位で出場した九州大会ベスト8。2年夏の県大会は決勝へ進むが沖縄水産に惜敗。秋は4番打ち、西岡洋、友利結とバッテリーを組んで決勝へ進むが再度、沖縄水産高と対戦して上原晃に完投されて敗退。3年春の県大会は決勝で延長18回引分けの後に再試合を制して優勝。夏は県大会決勝で沖縄水産高・上原の前に敗れた。1986年オフ、友利結（ドラフト1位）とともにドラフト外で横浜大洋ホエールズに入団。当初は大学進学を希望しており、入団は2月に決まった。一軍公式戦への出場がないまま、1995年限りで現役を引退。チームに残り、ブルペン捕手を務めた。
退団後、ハリーウェンデルステッド審判学校を経て1998年にセントラル・リーグ審判部入局（東京勤務）。審判員袖番号はそれまで元審判部長の富澤宏哉が着けていた10番を引き継いだ。
2008年にはオールスターゲームに初出場。2009年には審判員奨励賞を受賞するとともに、クライマックスシリーズ初出場を果たした。
2003年から2014年まで12年連続で日本プロ野球選手会が行っている「選手が選ぶ!ベストアンパイア」に選出されている。なお、2010年まではセ・パそれぞれ1名がベストアンパイアに選出されていたが2004年以降全ての年度で名幸が両リーグ1位の得点を獲得している。また、2002年には規定未満のためにベストアンパイアには選ばれなかったもののセ・リーグベストアンパイアの友寄正人を上回る得点を獲得している。選手からは「初回から9回まで、ストライクとボールを同じ基準でとる」審判として評価されている。2014年には日本シリーズ（阪神対ソフトバンク戦）初出場を果たし、10月26日の第2戦（甲子園）で球審を務めた。
2016年6月17日、セ・パ交流戦の読売ジャイアンツ（巨人）対千葉ロッテマリーンズ1回戦（東京ドーム）で球審を務め、史上123人目となる通算1000試合出場を達成した。
2017年ファインジャッジ賞受賞。同年、日本で開催されたアジアプロ野球チャンピオンシップ2017に派遣され、1試合に出場した。
2021年9月20日、東京ヤクルトスワローズ対広島東洋カープ19回戦（神宮球場）で三塁塁審を務め、史上99人目となる通算1500試合出場を達成した。
2022年よりサブクルーチーフに昇格。
2023年シーズンより一般審判員となる。

## 詳細情報

### 年度別打撃成績
- 一軍公式戦出場なし

### 背番号
- 68 （1987年 - 1997年）

## 審判出場記録
- 初出場：2002年4月16日、ヤクルト対広島1回戦（神宮球場）、一塁塁審
- 出場試数：1826試合
- オールスター出場：3回（2008年、2016年、2024年）
- 日本シリーズ出場：3回（2014年、2019年、2024年）

（記録はシーズン2024年終了時）

## 表彰
- イースタン・リーグ優秀審判員：1回 (2004年)
- セントラル・リーグ審判員奨励賞：1回 (2009年)
- ファインジャッジ賞：1回 (2017年)

(記録は2022年シーズン終了時)